# Cajolá
Cajolá – niewielka miejscowość w Gwatemali, w departamencie Quetzaltenango, położone około 18 km na zachód od stolicy departamentu miasta Quetzaltenango, oraz około 90 km na wschód od granicy państwowej z meksykańskim stanem Chiapas.  Miasto leży w szerokiej kotlinie w górach Sierra Madre de Chiapas, na wysokości 2510 m n.p.m. Jest zamieszkane głównie przez ludność mówiącą w języku mam, a język hiszpański jest drugim językiem. Według danych szacunkowych w 2012 roku liczba ludności miejscowości wyniosła 2 812  mieszkańców.  

## Gmina Cajolá
Jest siedzibą władz gminy o tej samej nazwie, która w 2012 roku liczyła 10 196 mieszkańców. 
Gmina jak na warunki Gwatemali jest bardzo mała, a jej powierzchnia obejmuje zaledwie 36 km². Gmina ma charakter rolniczy, a głównymi uprawami są kukurydza, pszenica, fasola, bób oraz drzewa owocowe. Na terenie gminy znajdują się pokłady węgla.